# ريو كيمورا
ريو كيمورا (باليابانية: 木村了) هو ممثل ياباني، ولد في 23 سبتمبر 1988 في اليابان.

## وصلات خارجية
- ريو كيمورا على موقع IMDb (الإنجليزية)
- ريو كيمورا على موقع قاعدة بيانات الفيلم (الإنجليزية)